# Шанс (фильм)
«Шанс» — советский художественный фильм, фантастическая комедия. Экранизация повести Кира Булычёва «Марсианское зелье» из цикла «Великий Гусляр».

## Сюжет
В середине XVII века казак по имени Алмаз Битый спас от смерти инопланетянина. В благодарность тот одарил землянина эликсиром молодости. Постоянно употребляя эликсир, Алмаз и его подруга Милица дожили до XX века. Настало время опять вернуть молодость, и Алмаз возвращается в город Великий Гусляр, где хранится тайное средство. Однако тайна оказалась раскрыта, и нескольким жителям города представился случай испытать на себе действие «марсианского зелья».
Одним вторая молодость дала новые силы для жизни, другим же ничего, кроме проблем и неприятностей. В финале инопланетянин оставляет второй шанс заново прожить жизнь только тем, кто по-настоящему хочет и достоин этого.

## В ролях
- Сергей Плотников — Алмаз Битый
- Игорь Шкурин — Алмаз Битый (молодой)
- Мария Капнист — Милица Фёдоровна
- Дилором Камбарова — Милица Фёдоровна (молодая)
- Раиса Куркина — Елена Сергеевна
- Вероника Изотова — Елена Сергеевна (молодая)
- Виктор Павлов — Корнелий Иванович Удалов
- Саша Евтеев — Корнелий Удалов (молодой)
- Людмила Иванова — Ксения Удалова
- Майя Менглет — Ванда Савич
- Елена Тонунц — Ванда Савич (молодая)
- Борис Иванов — Никита Савич
- Андрей Зарецкий — Никита Савич (молодой)
- Игорь Ясулович — Александр Грубин
- Сергей Жигунов — Александр Грубин (молодой)
- Вера Новикова — Шурочка
- Андрей Николаев — журналист Миша Метёлкин
- Вадим Александров — пришелец

## Съёмочная группа
- Авторы сценария — Кир Булычёв, Александр Майоров
- Режиссёр-постановщик — Александр Майоров
- Оператор-постановщик — Григорий Беленький
- Художник-постановщик — Павел Сафонов
- Композитор — Алексей Рыбников

## Факты
- На съёмках фильма Сергей Жигунов познакомился со своей будущей женой Верой Новиковой (роль Шурочки).
- Сначала, в альманахе «Мир приключений» 1971 года, была опубликована первая версия повести «Марсианское зелье»[1]. Финал повести принципиально отличался от кинематографического. Затем Кир Булычёв совместно с режиссёром написал сценарий фильма, по которому фильм и был снят. В более поздних изданиях печатался вариант текста повести, приближённый к сценарному варианту.
- Часть эффекта узнавания зрителем помолодевших персонажей основана на том, что озвучены «старики» и «молодые» одними и теми же голосами.
- Съёмки фильма проходили в Калуге.